# Ereunetea subtranslucens
Ereunetea subtranslucens är en fjärilsart som beskrevs av Louis Beethoven Prout. Ereunetea subtranslucens ingår i släktet Ereunetea och familjen mätare. Inga underarter finns listade i Catalogue of Life.